# Kabinett Wulff I
Das Kabinett Wulff I bildete vom 4. März 2003 bis zum 26. Februar 2008 die Niedersächsische Landesregierung. Christian Wulff wurde am 4. März 2003 vom Niedersächsischen Landtag zum Ministerpräsidenten gewählt; am gleichen Tag erfolgte die Bestätigung des Kabinetts durch den Landtag. Die Amtszeit der Landesregierung endete am mit dem Zusammentritt des neu gewählten Landtags am 26. Februar 2008; an diesem Tag wurde auch die Nachfolgeregierung gebildet.

## Mitglieder
| Amt                                                                               | Name                                          | Partei | Partei |
| --------------------------------------------------------------------------------- | --------------------------------------------- | ------ | ------ |
| Ministerpräsident                                                                 | Christian Wulff                               |        | CDU    |
| Stellvertreter des Ministerpräsidenten                                            | Walter Hirche                                 |        | FDP    |
| Minister für Wirtschaft, Arbeit und Verkehr                                       | Walter Hirche                                 |        | FDP    |
| Minister für Inneres und Sport                                                    | Uwe Schünemann                                |        | CDU    |
| Minister für den ländlichen Raum, Ernährung, Landwirtschaft und Verbraucherschutz | Hans-Heinrich Ehlen                           |        | CDU    |
| Finanzminister                                                                    | Hartmut Möllring                              |        | CDU    |
| Justizministerin                                                                  | Elisabeth Heister-Neumann                     |        | CDU    |
| Kultusminister                                                                    | Bernd Busemann                                |        | CDU    |
| Minister für Wissenschaft und Kultur                                              | Lutz Stratmann                                |        | CDU    |
| Umweltminister                                                                    | Hans-Heinrich Sander                          |        | FDP    |
| Ministerin für Soziales, Frauen, Familie und Gesundheit                           | Ursula von der Leyen (bis 22. November 2005)  |        | CDU    |
| Ministerin für Soziales, Frauen, Familie und Gesundheit                           | Mechthild Ross-Luttmann (ab 7. Dezember 2005) |        | CDU    |

## Kritik

### Datenschutz
Christian Wulff wurde stellvertretend für die Niedersächsische Landesregierung im Jahr 2005 der Negativpreis Big Brother Award in der Kategorie „Behörden und Verwaltung“ für die Zerschlagung der Datenschutzaufsicht in Niedersachsen verliehen, die ab 2006 dem Niedersächsischen Ministerium für Inneres und Sport zugeordnet werden sollte, und für die damit verbundene Missachtung der Richtlinie 95/46/EG (Datenschutzrichtlinie), die eine völlige Unabhängigkeit der Datenschutzaufsicht fordert.

### Niedersächsische Landeszentrale für politische Bildung
Die Niedersächsische Landeszentrale für politische Bildung wurde durch einen Kabinettsbeschluss zum 31. Dezember 2004 aufgelöst. Dagegen gab es erhebliche Proteste, unter anderem durch die Bundeszentrale für politische Bildung. Durch Beschluss einer späteren, von SPD und Bündnis 90/Die Grünen getragenen Landesregierung vom 20. Juni 2016 wurde die Niedersächsische Landeszentrale für politische Bildung erneut errichtet.

### Abschaffung der Bezirksregierungen in Niedersachsen
Die Abschaffung der vier Bezirksregierungen in Niedersachsen (Braunschweig, Hannover, Lüneburg und Weser-Ems) galt als ein zentrales Vorhaben dieser Legislaturperiode. Ein 2006 erschienenes Gutachten urteilte, diese Abschaffung habe weit überwiegend Nachteile und Verschlechterungen gebracht.